# Furfooz (vila)

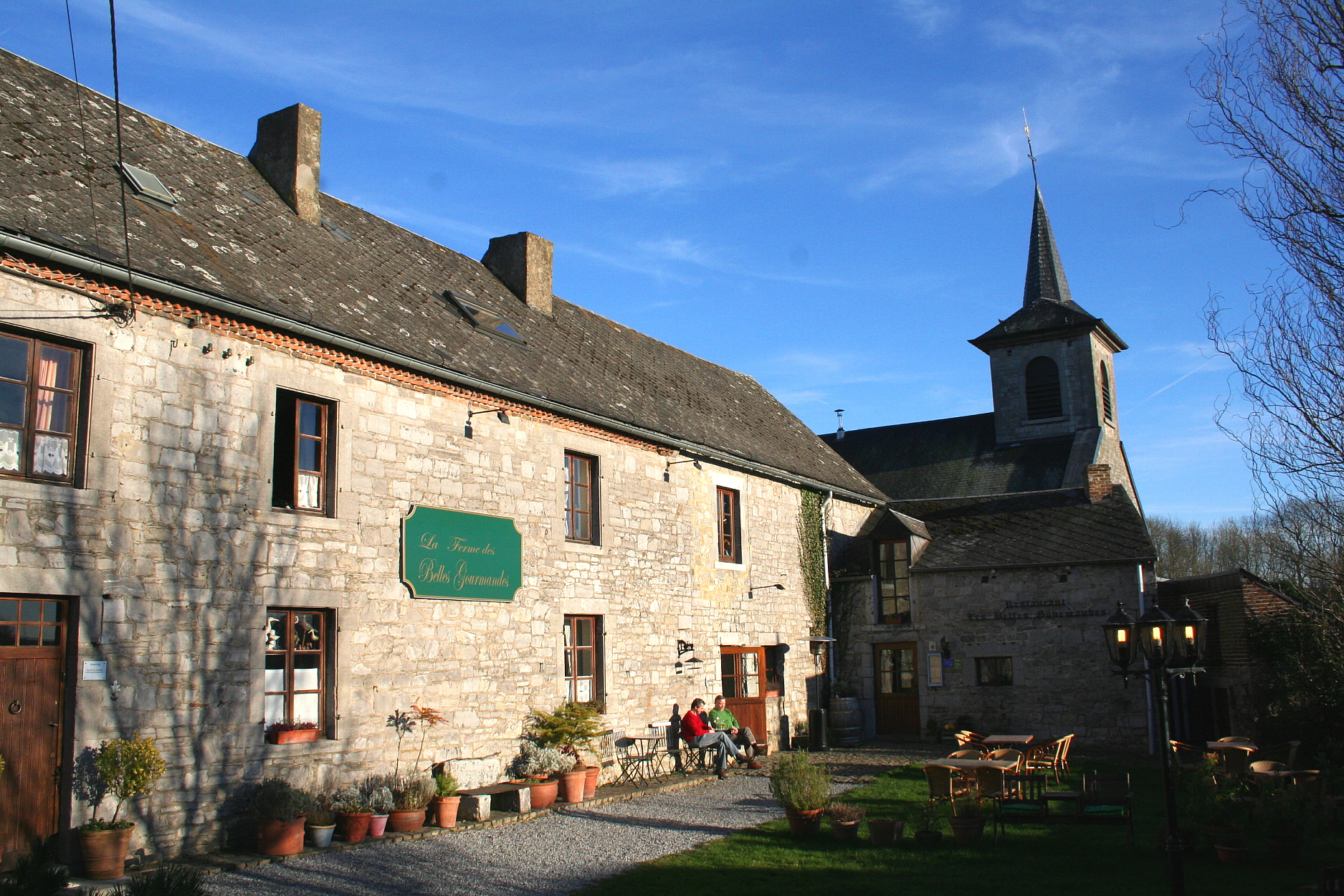
Igreja de São Pedro, em Furfooz

Furfooz (pronúncia em francês: [fyʀfo]; em valão: Furfô) é uma aldeia valã na Bélgica, perto de Dinant. Possui desde 1948 um parque nacional de 50 hectares. Foram o local do famoso encontro dos primeiros exemplares da raça de Furfooz, por Édouard Dupont em 1866.